# Projekcja Stenversa
Projekcja Stenversa – w radiologii, projekcja skośna znajdująca zastosowanie w uzyskaniu lepszego niż w przypadku projekcji tradycyjnych obrazu zmian patologicznych w obrębie kości skroniowej, kanału półkolistego górnego i bocznego, przedsionka oraz przewodu słuchowego wewnętrznego. Obecnie już nieużywana.
Nazwa eponimiczna upamiętnia holenderskiego neurologa i radiologa Hendrika Willema Stenversa (1889–1973).